# Frank Künster

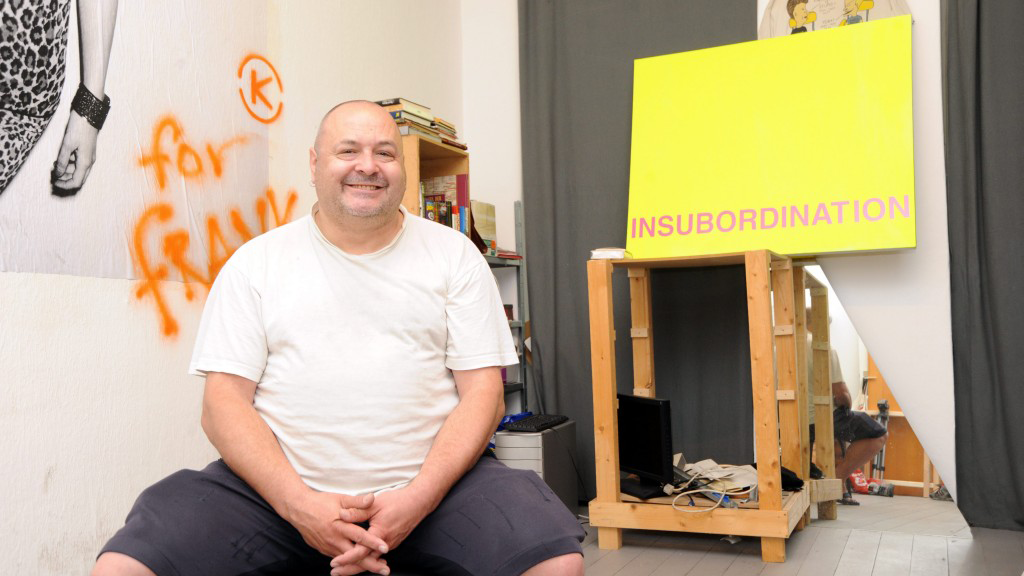
Frank Künster (2017)

Frank Künster (* 14. November 1966 in Lahr) ist ein deutscher Türsteher, Clubbesitzer und Schauspieler.

## Leben
Frank Künster wurde 1966 in Lahr / Schwarzwald in Baden-Württemberg geboren. Er wuchs in Herzhausen (Dautphetal) auf. Das Abitur bestand er 1988 am Gymnasium Schloss Wittgenstein in Bad Laasphe. Anschließend absolvierte er den Grundwehrdienst in Neustadt-Hessen.
Im November 1989 zog er nach Berlin. Er studierte zunächst Betriebswirtschaftslehre an der Freien Universität Berlin, brach das Studium aber bald für die Arbeit im Berliner Nachtleben ab.
1994 begann er als Türsteher und Teil der Geschäftsführung im Berliner Club „Delicious Doughnuts Research“ in Mitte. 1997 wurde er dort geschäftsführender Gesellschafter. Durch seine Kontakte in die Künstler- und Party-Szene Berlins und seinen wachsenden Bekanntheitsgrad avancierte er zum Club-Promoter und wurde für das WMF, 90 Grad, Cookies, Greenwich und die Bar TAUSEND als Einlasser tätig.
Künster veröffentlichte 2003 zur Berlinale in der Kategorie „Perspektive Deutsches Kino“ den Dokumentarfilm Let it Rock mit Igor Paasch. Der Film stellt subkulturelle Lebensumstände in Berlin während der Dekade nach der Wende ins Zentrum. Der Film eröffnete 2010 das erste Berlin-Dubai Kulturfestival, organisiert vom dort ansässigen Goethe-Institut German Language Centre.
Künster wirkte unter Igor Paasch in der Co-Produktion des Films Willkommen Berlin mit, der zum Achtung-Festival erschien. Im Oktober 2014 war er in der Rolle des ausführenden Produzenten in Zusammenarbeit mit Markus Boestfleisch an der Entstehung des Films Simplify your soul beteiligt.
Seit etwa 2010 wandte sich Künster der Bildenden Kunst zu und schuf Gemälde, Fotografien und Collagen, mit denen er sich an Gruppenausstellungen mit international bekannten Künstlern beteiligte, wie Kanye West, Olafur Eliasson, Bruce Nauman, Ron Mueck, James Lavelle, Robin Rhode, Tim Noble und Sue Webster, Ai Wei Wei, Jonathan Meese, Jonas Burgert oder David Chipperfield.
Künster arbeitete zunächst als Selector der seit 2010 bestehenden „King Size Bar“ an der Friedrichstraße. Nach der Schließung 2015 übernahm Künster mit einem Partner das King Size und eröffnete es 2016 wieder in der Position des Geschäftsführers.
Im Juli 2017 musste das King Size aufgrund von Sanierungsarbeiten an dem Gebäude endgültig schließen. Mit Anna Müller veröffentlichte er im Herzstück Verlag das Buch Nutzloses Gesindel. Darin schildern 20 Autoren ihre Erinnerungen und Geschichte mit dem Club.
2016 spielte er in der deutschen Fernsehserie Babylon Berlin von Tom Tykwer die Rolle des Pater Wilczek. 2017 war Künster in der Rolle eines Türstehers in dem Kinofilm Blind & Hässlich von Tom Lass zu sehen.
Von 2019 bis 2022 war er Geschäftsführer der Neuen Odessabar. 2020 veröffentlichte er das Essay Corona Tagebuch in dem Buch TAGE WIE DIESE In Zeiten des Abstands. 2022 moderierte er die Sendung „Durch die Woche mit ...“ auf FluxFM.
Im November 2022 eröffnete er die Georgiabar in Berlin-Mitte. Im Mai 2025 wurden bei einem Brand darin Kunstwerke von Künster zerstört.

## Ausstellungen
- 2015: „NGORONGORO“, Artist Weekend (Gruppenausstellung unter anderem mit Bruce Nauman, Ron Mueck und Tim Noble und Sue Webster)[19]

- 2019: „Schluss“, kuratiert von Ralf Ziervogel  (Gruppenausstellung unter anderem mit Kanye West und Ai Wei Wei)[20]

- 2023: I SEE YOU „Reveal yourself babe“ (Gruppenausstellung u. a. mit Lars Eidinger und Jonas Burgert)[21]

- 2023: I SEE YOU No.4 „what if daring it all?“ (Gruppenausstellung u. a. mit Jonathan Meese)[22]

- 2023: „TILL WALD ART“ (Gruppenausstellung)[23]

- 2023: „100“,  KWADRAT (Gruppenausstellung u. a. mit Jorinde Voigt, Gregor Hildebrandt und Alicja Kwade)[24]

## Filmographie
- 2003: LET IT ROCK! – Berlin-Mitte in den 90er, Eine Interview-Doku über Berlin-Mitte[25]
- 2014: Simplify your Soul
- 2016: Babylon Berlin
- 2016: Aus der Mitte entspringt ein Film...
- 2019: Berlin Bouncer[26]
- 2020: Nightlife

## Veröffentlichungen
- 2017: mit Anna Müller: Nutzloses Gesindel Herzstückverlag, Berlin 2017, ISBN 978-3-9822141-0-8.
- 2020: unter anderem mit Udo Tietz, Sarah Waterfeld, Julia Schramm, Nadine Barth, Constantin Klemm, Julien Reitzenstein, Moritz von Uslar, Hannah Hünniger und Johannes Finke: TAGE WIE DIESE In Zeiten des Abstands, fine Books Verlag Alexander Broicher, Berlin 2020, ISBN 978-3-948373-20-7.